# Автострада А12 (Італія)
Автострада А12 — це італійська автострада (автомагістраль), що складається з двох непов'язаних частин. Перша з'єднує Геную і Розіньяно-Мариттімо, друга — Чівітавекк'ю і Рим. Дорога є однією з автострад на західному узбережжі Італії.

## Огляд
Плани забудови решти ділянки існували давно, але так і не були реалізовані, здебільшого через поганий вплив на навколишнє середовище. «Суперстрада» (майже схожа на автомагістраль дорога, з 2 окремими проїжджими частинами та розв’язками) з обмеженням швидкості 110 км/год існує між Розіньяно Маріттімо та Гроссето, але нинішня дорога між Гроссето та Чівітавекк’я має 90 км/год обмеження швидкості на довгих ділянках односмугової дороги та навіть на деяких ділянках дороги з двома смугами.
2 запропонованих рішення – це повністю нова автомагістраль (з більшим впливом на навколишнє середовище) та оновлення поточної дороги до стандарту автомагістралі (більш екологічна). Відсутність згоди між прихильниками обох ідей призвела до нинішньої ситуації.
Дорога також відома як "Autostrada Azzurra", Блакитна автострада.
17 травня 2017 року Європейська комісія оголосила, що подаватиме судовий позов проти уряду Італії за надання продовження концесійного контракту на автомагістраль A12 компанії Società Autostrada Tirrenica p. A без проведення конкурсних закупівель відповідно до правил закупівель ЄС.